# Zosterornis
Zosterornis är ett fågelsläkte i familjen glasögonfåglar inom ordningen tättingar. Släktet omfattar fem arter som förekommer i Filippinerna:
- Palawanglasögonfågel (Z. hypogrammicus)
- Luzonglasögonfågel (Z. striatus)
- Brunmaskad glasögonfågel (Z. whiteheadi)
- Panayglasögonfågel (Z. latistriatus)
- Negrosglasögonfågel (Z. nigrorum)